# Heavydirtysoul
Heavydirtysoul is een nummer van het Amerikaanse alternatieve rockduo Twenty One Pilots uit 2017. Het is de zesde en laatste single van hun vierde studioalbum Blurryface.
"Heavydirtsoul" gaat over de onzekerheden waar vocalist Tyler Joseph mentaal mee worstelt. De tekst is afgeleid van een gedicht genaamd "Street Poetry", wat Joseph drie jaar eerder schreef. Het nummer flopte in Amerika en Nederland, maar werd in Vlaanderen wel een klein hitje. Het bereikte de 42e positie in de Vlaamse Ultratop 50. Hoewel het nummer in Nederland geen hitlijsten bereikte, wordt het er wel met enige regelmaat gedraaid op alternatieve muziekzenders.